# Willis D. Crittenberger

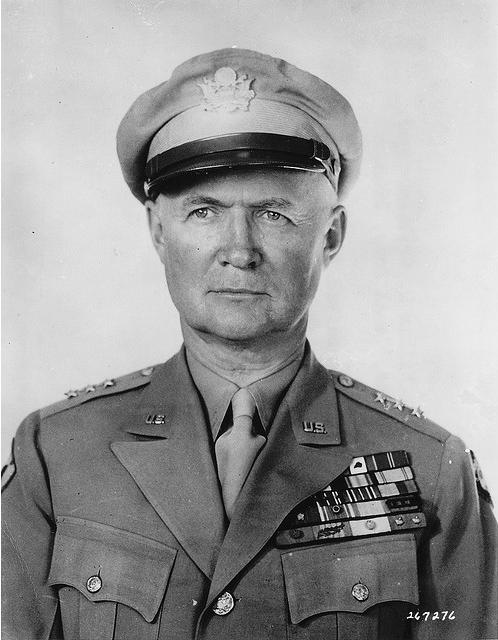
General Willis D. Crittenberger

Willis Dale „Critt“ Crittenberger (* 2. Dezember 1890 in Baltimore, Maryland; † 4. August 1980 in Chevy Chase, Maryland) war ein US-amerikanischer Generalleutnant der US Army, der unter anderem zwischen 1950 und 1952 Kommandierender General der Ersten US-Armee (First US Army) war.

## Leben

### Offiziersausbildung, Erster Weltkrieg und Zwischenkriegszeit
Willis Dale „Critt“ Crittenberger wuchs in Anderson auf und absolvierte eine Offiziersausbildung an der US Military Academy in West Point und trat nach deren Abschluss 1913 als Leutnant in die Kavallerie der US Army ein. Im August 1913 wurde er zum 3. Kavallerieregiment (3rd Cavalry Regiment) in Fort Hood verlegt und nahm am Ersten Weltkrieg teil. In der Folgezeit fand er zahlreiche Verwendungen als Offizier und war 1924 Absolvent der US Army Cavalry School in Fort Riley sowie 1925 des Command and General Staff College (CGSC) in Fort Leavenworth. Nach weiteren Verwendungen als Offizier und Stabsoffizier besuchte er 1930 das US Army War College in den Washington Barracks. 1934 wurde er nach Fort Knox verlegt, dem neuen Hauptquartier des 1. Mechanisierten Kavallerieregiments (1st (Mechanized) Cavalry Regiment), und war zwischen dem 31. März und dem 30. Juni 1935 Kommandeur (Commanding Officer) dieses Regiments.
Im Anschluss war Crittenberger zwischen dem 1. Juli 1935 und dem 29. Mai 1938 in Personalunion sowohl Personal- und Ausbildungsoffizier des 7. Kavallerieregiments (7th Cavalry Regiment) als auch des Standortkommandos von Fort Knox und erhielt in dieser Verwendung am 1. August 1935 seine Beförderung zum Oberstleutnant. Nach einer Verwendung vom 1. Mai 1938 bis zum 19. Juli 1940 im Büro des Chefs der Kavallerie, Generalmajor John Knowles Herr, war er zwischen dem 20. Juli 1940 und dem 1. August 1941 Chef des Stabes der 1. Panzerdivision (1st Armored Division), der sogenannten „Old Ironsides“, und wurde in dieser Verwendung am 17. Juni 1941 zum Oberst sowie bereits weniger als einen Monat später am 10. Juli 1941 zum Brigadegeneral befördert.

### Zweiter Weltkrieg

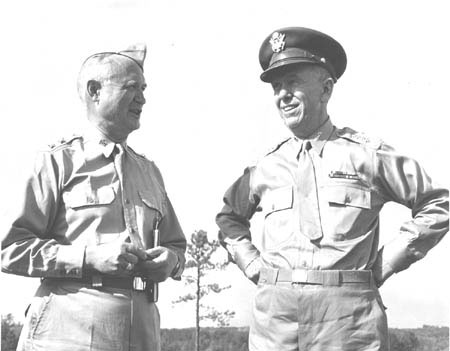
Generalmajor Crittenberger mit dem Chief of Staff of the Army, General George C. Marshall, bei einem Truppenbesuch in Fort Benning (Juni 1942)

Nach dem Angriff auf Pearl Harbor am 7. Dezember 1941 und dem Eintritt der Vereinigten Staaten in den Zweiten Weltkrieg am darauf folgenden 8. Dezember 1941 war Brigadegeneral „Critt“ Crittenberger zunächst Kommandeur der 2. Brigade der 2. Panzerdivision (2nd Armored Division) und löste im Februar 1942 Generalmajor George S. Patton als Kommandeur dieser „Hell on Wheels“ genannten 2. Panzerdivision ab, nachdem Patton Kommandierender General des in Nordafrika eingesetzten I. Panzerkorps (I Armored Corps) wurde. Kurz darauf wurde er am 16. Februar 1942 ebenfalls zum Generalmajor befördert. Er war bis zum 30. Juli 1942 Kommandeur der 2. Panzerdivision und fungierte im Anschluss zwischen dem 1. August 1942 und dem 10. Oktober 1943 als Kommandierender General des in Fort Polk stationierten III. Panzerkorps (III Armored Corps), das sich aus der 7. Panzerdivision (7th Armored Division), der sogenannten „Lucky Seven“, sowie der „Thunderbolt“ genannten 11. Panzerdivision (11th Armored Division) zusammensetzte.
1943 wurde Crittenberger von General Dwight D. Eisenhower neben Leonard T. „Gee“ Gerow und Roscoe B. Woodruff als einer der drei Korpskommandeure ausgewählt, die ursprünglich für die Durchführung der Operation Overlord, der alliierten Landung in der Normandie, vorgesehen waren. Am 10. Oktober 1943 wurde er Kommandierender General des aus dem III. Panzerkorps hervorgegangenen XIX. US-Korps (XIX Corps) und mit diesem am 7. Januar 1944 nach England verlegt. Crittenberger, Gerow und Woodruff waren anerkannte Offiziere, denen Eisenhower vertraute. General Omar N. Bradley, der von General Eisenhower als US-amerikanischer Kommandeur für die Operation Neptune am D-Day am 4. Juni 1944 ausgewählt wurde, änderte jedoch Eisenhowers Auswahl, da er unterschiedliche Temperamente und Kommandeure mit einer größeren Kampferfahrung suchte. Zu dieser Zeit suchte der Kommandeur der US-Landstreitkräfte in Europa und für den Kriegsschauplatz Mittelmeerraum, General Jacob L. Devers, einen Kommandierenden General für das für den Italienfeldzug vorgesehene IV. US-Korps (IV Corps). Am 28. Februar 1944 wurde er zum Kommandierenden General dieses Korps ernannt und befand sich zu Beginn des Italienfeldzuges zunächst in Reserve, ehe er nach der Befreiung von Rom am 4. Juni 1944 an die Front versetzt wurde und dort das VI. US-Korps (VI Corps) ersetzte. In der Folgezeit befand sich das IV. US-Korps 390 Tage im Einsatz, davon 326 Tage im dauernden Gefechtseinsatz. Crittenberger kommandierte das Korps als westlichen Arm der alliierten Vorstöße in Norditalien zum Po, die erst nach der Aufgabe der deutschen Wehrmacht in Italien am 2. Mai 1945 endeten. An diesem Tag hatte er noch in Monza die Kapitulationsurkunde des LXXV. Armeekorps mit dessen kommandierendem General Schlemmer unterzeichnet.
Für seine Verdienste in dieser Zeit wurde er 1944 sowie 1945 mit der Army Distinguished Service Medal ausgezeichnet.

### Nachkriegszeit und Vorsitzender von Radio Free Europe
Nach Kriegsende war Crittenberger, der am 3. Juni 1945 zum Generalleutnant befördert worden war, zwischen dem 31. August 1945 und dem 30. Juni 1947 Kommandierender General des Verteidigungskommandos Karibik (Caribbean Defense Command) sowie zugleich in dieser Zeit auch Kommandeur der US-Streitkräfte in der Panamakanalzone (Panama Canal Department). Am 1. Juli 1947 wurde er erster Oberkommandierender des US-Karibik-Kommandos (US Caribbean Command), ein vereinigtes Regionalkommando und Vorläufer des heutigen US-Streitkräftekommandos Süd (US Southern Command). Diesen Posten hatte er bis zum 30. Juni 1948 inne und fungierte zugleich in Personalunion vom 1. Juli bis zum 15. Dezember 1947 als Kommandierender General der US-Landstreitkräfte im Karibikraum (US Army Caribbean). Im Anschluss war er vom 1. Juli 1948 bis zum 31. Mai 1949 zunächst Vertreter des Heeres im Interamerikanischen Verteidigungskommando (Inter-American Defense Command) sowie zudem zwischen dem 1. Juli 1948 und 1952 auch Vertreter des Heeres im Militärischen Stabsausschuss der Vereinten Nationen und daneben vom 1. Juni 1949 bis 1952 Vorsitzender der US-Delegation in diesem Militärischen Stabsausschuss der UN.
Zuletzt wurde Generalleutnant Willis D. Crittenberger am 1. November 1950 Nachfolger von Generalleutnant Walter Bedell Smith als Kommandierender General der Ersten US-Armee (First US Army). Diesen Kommandeursposten hatte er bis zu seinem Eintritt in den Ruhestand am 31. Dezember 1952 inne, woraufhin Generalleutnant Withers A. Burress seine Nachfolge antrat. Zugleich war Crittenberger zwischen 1951 und 1952 Standortkommandant von Fort Jay auf Governors Island in der Upper New York Bay.
Er war nach einem Ausscheiden aus dem aktiven Dienst Berater vom nunmehrigen US-Präsident Dwight D. Eisenhower für Fragen der nationalen Sicherheit sowie von 1955 bis 1958 Präsident der Ehemaligenvereinigung der US Military Academy Association. Des Weiteren fungierte er von 1. Oktober 1956 bis 1959 als Vorsitzender des Komitees von Radio Free Europe und verteidigte diesen Rundfunksender, nachdem dieser beschuldigt wurde, den Volksaufstand in Ungarn ausgelöst zu haben. Am 12. Oktober 1956 sagte er dazu:
„The policy of Free Europe is NOT to inflame Eastern Europeans… [but] to base our broadcasts on factual reporting of the news WITHOUT any exaggeration, prediction, or promises. If there has been any violation of this policy, we are unaware of it.“
„Die Politik von Free Europa besteht NICHT darin, Osteuropäer zu entzünden… [aber] unsere Sendungen stützen sich auf sachliche Berichterstattung ohne Übertreibung, Vorhersage oder Versprechen. Wenn ein Verstoß gegen diese Richtlinie vorliegt, sind wir uns dessen nicht bewusst.“
Andere argumentierten, dass einige der Sendungen aufwieglerisch und von ungarischen Emigranten verfasst worden seien und dass sie die sowjetischen Führer möglicherweise dazu veranlasst hätten, an den Führungsqualitäten des ungarischen Führers Imre Nagy zu zweifeln, das Machtvakuum in Ungarn zu fürchten und zu dem Schluss zu gelangen, dass eine zweite militärische Invasion notwendig war.

### Ehe und Nachkommen
Willis Dale „Critt“ Crittenberger heiratete am 23. Juni 1918 Josephine Frost Woodhull und war mit dieser 60 Jahre lang bis zu deren Tode 1978 verheiratet. Aus dieser Ehe gingen drei Söhne hervor, wovon zwei als Angehörige der US Army im Krieg fielen.
Corporal Townsend Woodhull Crittenberger kam bei der Überquerung des Rheins am 25. März 1945 kurz vor Kriegsende ums Leben. Colonel Dale Jackson Crittenberger, war 1950 Absolvent der US Military Academy, 1959 als Major Militärischer Adjutant von US-Präsident Eisenhower und kam am 17. September 1969 während des Vietnamkrieges als Kommandeur der 3. Brigade der 9. Infanteriedivision (9th Infantry Division) bei einem Zusammenstoß in der Luft während eines Gefechtseinsatzes ums Leben. Ein dritter Sohn, Willis D. Crittenberger, Jr., absolvierte 1942 die US Military Academy und wurde innerhalb der drei Kriegsjahre vom Leutnant zum Oberstleutnant befördert und schied als Generalmajor aus dem aktiven Militärdienst aus. Er war Sprecher der patriotischen Vereinigung Daughters of the American Revolution.
Nach seinem Tode am 4. August 1980 wurde Crittenberger auf dem Nationalfriedhof Arlington beigesetzt.

## Auszeichnungen
Auswahl der Dekorationen, sortiert in Anlehnung an die Order of Precedence of Military Awards:
- Army Distinguished Service Medal (2×)
- Bronze Star